# 日本アジア・アフリカ・ラテンアメリカ連帯委員会
日本アジア・アフリカ・ラテンアメリカ連帯委員会（にほんアジア・アフリカ・ラテンアメリカれんたいいいんかい）は日本の国際関係に関わる政治的な運動団体である。略称日本AALA。日本の非同盟化を求める立場から非同盟諸国との連帯を行おうとする運動である。

## 経緯
- 1954年12月16日　アジア諸国民連帯会議日本準備委員会の結成。石川達三、末川博、長野国助、平野義太郎、中野好夫、平塚らいちょうら42名が呼びかけ人
- 1955年10月31日　日本アジア連帯委員会を創設、理事長長野国助、事務局長淡徳三郎、代表委員北村徳太郎、楢橋渉、風見章ら16名
- 1957年12月31日-1958年1月１日　カイロでアジア・アフリカ人民連帯機構（Africa Asian Peoples' Solidarity Organization (AAPSO)が設立
- 1958年12月　日本アジア・アフリカ連帯委員会に改称
- 1984年2月　アジア・アフリカ・ラテンアメリカ連帯委員会に改称

## 目的
日本AALAは以下のように目的を自己規定している。
- 「独立・非同盟・平和・民主主義をめざす日本国民の団結を基礎に、民族自決・民主主義・社会進歩のためにたたかうアジア・アフリカ・ラテンアメリカ諸国民との連帯を強め、帝国主義、新旧植民地主義に反対し、民族解放と世界平和に寄与すること」

## 団体データ
- 会員数：個人2300人、団体（20団体、構成人数280万人）
  - 会員になっている主な団体
    - 全日本教職員組合（全教）
    - 全日本民主医療機関連合会（民医連）
    - 農民運動全国連合会（農民連）
    - 全国地域人権運動総連合（全国人権連）
    - 富士国際旅行社（FITS）
    - 日本電波ニュース社
- 会費
  - 個人：月額750円
  - 学生：月額500円
- 機関紙：『アジア・アフリカ・ラテンアメリカ』
- 事務所所在地　東京都新宿区新宿 2－11－7 第33宮庭ビル4F

## 沿革
- 1955年10月31日創設